# ماپوچه
ماپوچه از اقوام سرخپوست شیلی هستند که جمعیت امروزی آن‌ها به حدود ۹۰۰٬۰۰۰ می‌رسد و عمدتاً در کشور شیلی ساکن هستند که پیشتر با نام آروکانیان شناخته می شدند. گروه‌های کوچکی از آن‌ها ساکن آرژانتین می‌باشند. به دو زبان ماپوچه ای و اسپانیایی سخن گفته و عمدتاً مسیحی‌مذهب می‌باشند. گفته می‌شود شمار بسیار زیادی از مردم شیلی اصالتاً ماپوچه‌تبار هستند. در مورد ریشهٔ سرخپوستی این قوم تردیدهایی وجود دارد، چرا که در تست‌های ژنتیکی دی.ان.ای مردم ماپوچه نشان می‌دهد آن‌ها پلی‌نزی‌تبار هستند و با بومیان اقیانوسیه و ساکنان جزایر غربی اقیانوس آرام ریشهٔ مشترک دارند. هرچند برخی دانشمندان بر اساس آزمایش‌های دیگر این همبستگی را قویاً رد کرده‌اند.